# Лес секретов (Коты-Воители)
«Лес секретов» (англ. Forest of Secrets) — третья книга первого цикла серии книг «Коты-Воители». Написана Кейт Кэри, издаётся под авторским псевдонимом Эрин Хантер.

## Сюжет
После Совета Огнегрив и Крутобок приходят к Горелому, чтобы расспросить его о смерти Ярохвоста. Чёрный одиночка в подробностях рассказывает, как Жёлудь погиб под камнепадом и как Коготь убил Ярохвоста. Он упоминает также о странных словах Жёлудя, оттащившего Ярохвоста от Речного воина Камня, о том, что ни один Грозовой воин не может причинить вред Камню. Огнегрив решает спросить о смерти Жёлудя ещё и у Речных котов, Крутобок идёт с ним.
Друзья пробираются на территорию соседей и разговаривают с Серебрянкой. Та в ответ приводит к ним свою подругу Невидимку, которая оказывается дочерью Жёлудя и сестрой Камня. Она подтверждает, что её отец погиб под камнепадом, но ничего не может сказать о его словах про Камня и предлагает расспросить её мать Лужицу. Старая кошка делится с Огнегривом страшной тайной: Невидимка и Камень не её котята, и Жёлудь принес их ей, сказав, что нашёл их в снегу. Но на самом деле от котят подозрительно пахло Грозовым племенем.
Огнегрив передаёт Синей Звезде слова Горелого и Невидимки, и, кажется, предводительница готова ему поверить, но тут он упоминает о происхождении Невидимки и Камня, что по необъяснимой причине приводит Синюю Звезду в ярость. Она в гневе выгоняет Огнегрива из своей палатки.
Наступает оттепель, и река разливается. Огнегрив и Крутобок видят в воде двух котят, и спасают их. Друзья относят малышей в Речное племя, но обнаруживают, что их лагерь затоплен. Они передают котят Речным котам. Оказывается, что это Невидимкины котята. Сначала Метеор не верит в благие намерения Грозовых воинов, но потом благодарит их. Узнав, как страдает Речное племя от паводка, Огнегрив и Крутобок предлагают охотиться для них, и Речной предводитель соглашается.
Когда друзья в очередной раз приносят соседям дичь, Крутобок узнаёт, что Серебрянка ждёт от него котят. На обратном пути они встречают Облачко, который всё это время следил за ними. Коготь, который, в свою очередь, следил за Облачко, ловит их с поличным и ведёт к Синей Звезде. Предводительница в наказание заставляет их обоих временно исполнять обязанности учеников.
После окончания срока наказания Огнегрив вместе с Когтем и Долгохвостом отправляется в патруль. Путь им преграждает разлившийся ручей. Коготь приказывает Огнегриву попытаться пройти через него по ветке, но Огнегрив падает с неё и чуть не тонет. К счастью, Долгохвост вытаскивает его из воды, но у Огнегрива появляется подозрение, что Коготь намеренно столкнул ветку в воду, чтобы покончить с ним и не позволять вмешиваться в свои планы. Когда Огнегрив приходит к Щербатой, чтобы попросить что-нибудь от простуды, целительница предлагает Пепелюшке стать её ученицей, и та соглашается.
На очередном Совете раскрывается, что Грозовое племя держит у себя Хвостолома, и остальные племена требуют изгнать его, но Синяя Звезда не соглашается. Поэтому на второе утро после этого племя Теней и Ветра, объединившись, нападают на Грозовое, но оно отражает нападение. После битвы Огнегриву, который вспоминает, как Синяя Звезда, Невидимка и Камень похожи, приходит в голову мысль, что Синяя Звезда — мать этих двух Речных воинов.
Вскоре у Серебрянки начинаются схватки. В этот момент она находится у Нагретых Камней вместе с Крутобоком. Коготь обнаруживает их там, но не вмешивается в происходящее. Огнегрив бежит за Щербатой, но находит лишь Пепелюшку, которая бросается на помощь Серебрянке. У Речной кошки рождаются котик и кошечка, но, несмотря на все старания Пепелюшки, сама Серебрянка умирает от большой потери крови. Пепелюшка воспринимает это как доказательство того, что она не годится в целительницы. Крутобок хоронит Серебрянку на границе между племенами, объясняя это тем, что в родном племени кошке не будут особо рады, а малышей берёт себе Грозовое племя, отдав их кормящей Златошейке.
Огнегрив спрашивает Синюю Звезду, действительно ли она мать Камня и Невидимки, и оказывается прав. Она отказалась от котят, чтобы спасти свое племя от кровожадного Остролапа, который стал бы глашатаем, если бы кошка осталась в детской. Котят же Крутобока Синяя Звезда оставляет в племени. Облачку приходит время стать оруженосцем, и он получает имя Белыш. Его наставником становится Огнегрив.
Тем временем Коготь собирает банду бродяг и приводит их в лагерь Грозового племени, предварительно оставив в лагере как можно меньше воинов. Сам он изображает защитника племени, но в пылу битвы пробирается в палатку к Синей Звезде и пытается убить её. Огнегрив успевает вовремя и спасает предводительницу. Позже появляется Крутобок и помогает ему удерживать полосатого глашатая. Рыжий воитель раскрывает предводительнице глаза на предательство Когтя, и того отправляют в изгнание. Хвостолома же, также принявшего участие в заговоре, Щербатая отравляет смерть-ягодами, перед этим признаваясь ему, что она его мать. Синяя Звезда назначает новым глашатаем Огнегрива, но при этом нарушает традиции. Многим котам племени это не даёт покоя.
Поскольку Речное племя требует отдать им котят Серебрянки, Крутобок решает не проливать кровь соплеменников и выполнить их требование. Но и сам он уходит в Речное племя, потому что не может оставить своих детей, единственную память об умершей Серебрянке.

## История публикации
«Лес секретов» был впервые выпущен в США в твердом переплете 14 октября 2003 г. Затем он был выпущен в мягкой обложке 5 октября 2004 г. и в электронной книге 4 сентября 2007 г. «Лес секретов» также был опубликован в Великобритании в твердой и мягкой обложке и в Канаде в мягкой обложке. Он также был переведен на другие языки, такие как немецкий, японский, французский, русский и корейский. Китайская версия была выпущена 30 ноября 2008 года и снабжена трехмерной торговой карточкой с изображением Tallstar.

## Отзывы
Книга получила положительные отзывы. School Library Journal сравнил книгу с "греческой драмой с её огромным набором персонажей, интригами, разделенными привязанностями, влюбленными в звезду и родителями, убивающими свое потомство". Обзор также прокомментировал жестокие батальные сцены и то, как фанаты с нетерпением будут ждать следующую книгу. Обзор из Booklist также похвалил книгу о том, как «разрушительное наводнение, смена союзов между племенами, предательство внутри и вне Грозового племени и попытка убийства «создают» ещё один динамичный эпизод, который обязательно понравится поклонникам серии». Horn Book Review также дал положительный отзыв, в котором высоко оценил то, как автор может уравновесить конфликты книги и повседневную жизнь кошачьих племён.  Children's Literature писала, что книга «наполнена интригами и приключениями». Обзор также рекомендовал его любителям фэнтези и кошек.

## Персонажи
- Огнегрив — воин Грозового племени, позже глашатай
- Крутобок — воин Грозового племени, позже Речного, лучший друг Огнегрива
- Синяя Звезда — предводительница Грозового племени
- Коготь — глашатай Грозового племени
- Серебрянка — воительница Речного племени, тайная возлюбленная Крутобока.
- Щербатая — целительница Грозового племени
- Частокол — воин Грозового племени
- Долгохвост — воин Грозового племени
- Песчаная Буря — воительница Грозового племени
- Дым — воин Грозового племени
- Папоротник — оруженосец Грозового племени
- Пепелюшка — ученица целительницы Грозового племени
- Хвостолом — пленник Грозового племени.